# 제임스 매캐프리

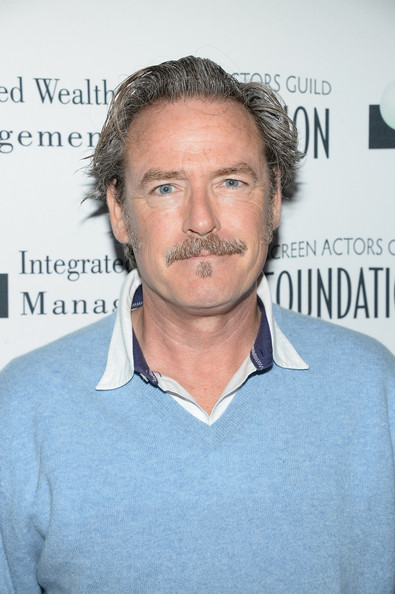

제임스 매캐프리(영어: James McCaffrey, 1958년 3월 27일~2023년 12월 17일)는 영국 북아일랜드 태생의 미국의 배우, 성우, 영화 프로듀서이다. 게임 맥스 페인 시리즈의 주인공 맥스 페인 역 성우로 유명하다.

## 방송
- 레스큐 미 시즌6
- 레스큐 미 시즌4
- 레스큐 미 시즌3
- 레스큐 미 시즌2

## 영화
- 크리미널 할리우드(2018년) - 더글라스 브라운 역
- 블라인드(2017년)
- 페인 & 리뎀프션(2015년)
- 더글러스 브라운(2015년)
- 샘(2015년) - 세이모어 역
- 라이크 선데이, 라이크 레인(2014년)
- 언유주얼 서스펙트(2013년)
- 투 리뎀프션(2012년)
- 익스큐즈 미 포 리빙(2012년) - 베리 역
- 컴플라이언스(2012년) - 닐스 역
- 버스티드 워크(2011년) - Mr. 터너 역
- 원 폴(2011년)
- 캠프 헬(2010년)
- 노네임즈(2010년)
- 메스카다(2010년)
- 소디드 씽스(2009년)
- 필 더 노이즈(2007년)
- 브로큰 잉글리쉬 (영화)(2007년)
- 레스큐 미 시즌1(2004년)
- 그녀는 날 싫어해(2004년)
- 아메리칸 스플렌더(2003년)
- 스위치드 앳 버스(1999년)
- Law & Order : 성범죄전담반 1(1999년)
- 커밍 순(1999년)
- 섹스 앤 시티(1998년)
- 닉 앤 제인(1997년)
- 고양이와 개에 관한 진실(1996년)
- 바이퍼(1994년)
- 질투의 끝(1993년)
- 내전(1991년)
- 사랑의 도피처(1990년)
- 쓰리 콜걸(1987년)
- 애즈 더 월드 턴즈(1956년)

## 비디오 게임
- 맥스 페인 시리즈 - 맥스 페인 역